# Immanuel Wallerstein
Immanuel Maurice Wallerstein (ur. 28 września 1930 w Nowym Jorku, zm. 31 sierpnia 2019 w Branford) – amerykański socjolog, historyk i ekonomista, autor The Modern World-System, głównej pracy teorii systemów-światów.

## Życiorys
Pochodził z rodziny polskich Żydów. Jego matką była Sara Günsberg, urodzona 2 grudnia 1895 w Gorlicach, a ojcem Menachem Lazar (zwany Lazarem) Wallerstein, urodzony 24 stycznia 1890 w Rozwadowie. W czasie I wojny światowej, uciekając przed wojskami rosyjskimi, wyjechali z terenów Polski do Berlina, gdzie pobrali się 12 grudnia 1919. W 1923 do Stanów Zjednoczonych wyemigrowała jego matka (wpisując w kwestionariuszu narodowość polską) ze starszym bratem, Solomonem, znanym później jako Robert S. Wallerstein.
Tytuły licencjata (Bachelor of Arts, 1951), magistra (1954) i doktora (1959) uzyskał na Uniwersytecie Columbia, gdzie pracował do 1971, kiedy to został profesorem socjologii na Uniwersytecie McGilla w Montrealu. W latach 1976–1999 był profesorem socjologii na Uniwersytecie w Binghamton. Od 2000 był pracownikiem Instytutu Socjologii Uniwersytetu Yale. W latach 1994–1998 był przewodniczącym Międzynarodowego Towarzystwa Socjologicznego, a w latach 1999–2005 dyrektorem Instytutu im. Fernanda Braudela. W latach dziewięćdziesiątych przewodniczył Komisji Gulbenkiana do restrukturyzacji nauk społecznych. Był członkiem Maison des Sciences Humanes w Paryżu.

## Inspiracje i odniesienia
W pracach Wallersteina widać wyraźny wpływ Fernanda Braudela oraz szkoły Annales. Częste są również odwołania do prac polskich historyków, szczególnie Mariana Małowista i Krzysztofa Pomiana. Stąd czerpane są poglądy na historię, rzeczywistość społeczną, czy metodologię badań społecznych. Inną ważną postacią jest chemik Ilya Prigogine, i jego teoria struktur dyssypatywnych. Istotnym źródłem inspiracji jest również marksizm, wobec którego Wallestein prezentuje dość złożone stanowisko.
Zaliczany jest przez jednych do nurtu socjologii historycznej, przez innych zaś do teoretyków modernizacji. Teorie te albo są dziś przedmiotem krytyki, albo poddawane są rewizji lub też radykalnej zmianie, Wallerstein raczej je odrzuca i na ich miejsce proponuje zupełnie nowe podejście. Odwołuje się do tradycyjnego dla teorii zależności podziału na centrum i peryferia, ale w swej koncepcji posługuje się dość konsekwentnie opozycją: rdzeń – peryferia, a także wprowadza kategorię półperyferii.

### Wallerstein wobec marksizmu
Związki Wallersteina z marksizmem są dwojakiego rodzaju. Po pierwsze przyjmuje on wiele marksistowskich poglądów na rzeczywistość społeczną, po drugie zaś jest on intelektualistą zaangażowanym, starającym się brać czynny udział w kształtowaniu najważniejszych wydarzeń epoki.
Wallerstein częściej powołuje się na pisma samego Marksa, niż na późniejszych teoretyków marksizmu. Filozof ten, według twórcy teorii systemu-świata, jako jeden z nielicznych starał się wyrwać poza dominujące w danej epoce i kulturze opcje światopoglądowe. Na uwagę zasługuje przede wszystkim jego krytyka kapitalizmu oraz analizy kapitalizmu jako systemu gospodarczo-społecznego. Do takiego „rdzenia” marksizmu, wciąż atrakcyjnego w naszych czasach należą:
- rzeczywistość społeczna jest targana nieustannymi konfliktami (zwłaszcza klasowymi)
- kapitalizm jest procesem nieustannej akumulacji kapitału, prowadzącym do rosnącej polaryzacji społecznej oraz alienacji
- istotna zmiana społeczna zachodzić może jedynie na drodze rewolucyjnej, a nie ewolucyjnej
- idee mają swoje społeczne podłoże (marksowska socjologia wiedzy).

Z drugiej jednak strony marksizm jest dzieckiem nowoczesności i wraz z innymi ideologiami nowoczesności, opiera się na zespole założeń, które przy obecnym stanie świadomości należy odrzucić. Do założeń tych należy marksowska wizja nauki oraz jego wiara w postęp społeczny. Z tych powodów Wallerstein pozostaje krytyczny wobec marksizmu.
Marksistowskie podstawy teorii Wallersteina podawane są w wątpliwość przez wielu badaczy marksistowskich. Robert Brenner wskazuje, że Wallerstein (tak jak i inni przedstawiciele teorii systemów-światów) kładzie większy nacisk na stosunki wymiany (cyrkulacjonizm), niż na stosunki produkcji (produkcjonizm), co stanowić ma istotę teorii marksistowskiej. To handel konstytuuje struktury systemu-świata, a nierówna wymiana odpowiada za tworzenie się centrów i peryferii. Według Brennera Wallerstein nie jest w stanie wyjaśnić powstania i funkcjonowania kapitalizmu i bliżej mu do Adama Smitha niż Marksa.

## Poglądy
Twórczość Wallersteina obejmuje trzy uzupełniające się obszary: teorię systemów-światów, socjologię wiedzy oraz działalność publicystyczną.

### Teoria systemów-światów
Jest najbardziej znanym badaczem związanym z teorią systemów-światów. Jest on autorem, zaplanowanego pierwotnie na cztery tomy The Modern World-System, kluczowej pracy dla tej perspektywy badawczej. Autor opisuje w niej genezę, rozwój i funkcjonowanie współczesnego systemu-świata, podejmując jednocześnie szeroko problematykę teoretyczną i metodologiczną.

#### Nowoczesny system-świat
Zdaniem Wallersteina dla powstania współczesnego systemu-świata kluczowe znaczenie miało „długie szesnaste stulecie”, które według Fernanda Braudela i Luciena Febvre’a rozciągać się miało od 1450 do 1650 r. To ten okres zadecydował o kształcie współczesnego świata, przede wszystkim zaś o zwycięstwie kapitalizmu, europejskiej dominacji oraz rozmieszczeniu centrów i peryferii.
Punktem wyjścia jest dla Wallersteina dyskusja na temat powstania kapitalizmu w Europie, tocząca się w połowie XX wieku. Maurice Dobb wskazywał w niej na decydujące znaczenie czynników wewnętrznych (przede wszystkim czynników produkcji). W odróżnieniu od niego Paul Sweezy uważał, że szukając przyczyn rozwoju kapitalizmu, powinniśmy badać nie pojedyncze kraje, lecz szersze obszary, stanowiące pewną gospodarczą całość, opartą na przepływie towarów. Wallerstein rozwija ten punkt widzenia twierdząc, że taką gospodarczą całością jest system-świat i to on powinien stać się głównym przedmiotem badań. Tylko analizując wydarzenia i procesy w kontekście rozwoju nowoczesnego, kapitalistycznego systemu-świata, jesteśmy w stanie zrozumieć ich znaczenie i przebieg.
System-świat konstytuowany jest przez dwojakie struktury – gospodarcze i polityczne. Struktury gospodarcze oparte są na przepływach środków produkcji (kapitału, produktów i siły roboczej), przekraczają one granice państwowe i scalają system-świat. W oparciu o nie wytwarzają się obszary centralne i peryferyjne. Obszary centralne, poprzez nierówną wymianę, zyskują więcej, kosztem obszarów peryferyjnych. Produkowane w nich są dobra wysoko przetworzone, oraz przebiegają w nich procesy innowacyjne. Obszary peryferyjne eksportują siłę roboczą i surowce, a ich rozwój uzależniony jest od stosunków z centrum. Obszary w których równoważą się procesy centralne i peryferyjne to półperyferia. Są uzależnione od centrum, a jednocześnie wykorzystują peryferia.
Na struktury gospodarcze nakładają się struktury polityczne, czyli podział świata na państwa. W obszarach centralnych powstają państwa silne, a w obszarach peryferyjnych słabe. Państwa półperyferyjne dzięki aktywnej polityce (np. merkantylistycznej) mogą przesuwać się do centrum, tak jak np. zrobiły to kraje skandynawskie. Państwa wpływają na przepływy środków produkcji i umożliwiają powstawanie quasi-monopoli, kluczowych dla maksymalizacji zysku.
Obecnie cały obszar globu objęty jest kapitalistycznym systemem-światem. We wcześniejszych okresach historycznych mieliśmy jednak do czynienia z wieloma systemami-światami, pozostającymi w separacji. Poprzez europejską ekspansję terytorialną (zapoczątkowaną przez Portugalię i Hiszpanię) obszary te zostały włączone w nowoczesny system-świat, przede wszystkim jako peryferia. Większość z nich pełni tę rolę do dziś.
Oprócz ekspansji w systemie-świecie zachodzą też inne procesy zmiany, związane z cyklami ekonomicznymi (np. cyklami Kondratiewa) oraz rywalizacją pomiędzy państwami. W sprzyjających warunkach, państwo, które dominuje jednocześnie na trzech płaszczyznach, produkcyjnej, handlowej i finansowej, uzyskuje pozycję hegemona, czyli swoistego gwaranta i stabilizatora międzynarodowego porządku gospodarczego. W interesie hegemona leży promowanie wolnego rynku i otwartych granic, dzięki którym maksymalizuje własne zyski. Hegemonia jest u Wallersteina definiowana w kategoriach ekonomicznych, jest ona dość krótkotrwała i niestabilna. To różni tego autora od innych teoretyków stosunków międzynarodowych pojmujących hegemonię jako zjawisko polityczne lub polityczno-gospodarcze. Hegemonicznymi państwami były kolejno Zjednoczone Prowincje Niderlandów, Wielka Brytania i Stany Zjednoczone.

#### Kryzys współczesnego kapitalizmu
Według Wallersteina mamy obecnie do czynienia z początkiem końca kapitalizmu, który przekształci się za kilkadziesiąt lat w nową formację społeczną, nie wiadomo jednak, czy lepszą, czy gorszą od kapitalizmu. Polityka świata zachodniego przez ostatnie 500 lat opierała się na podbijaniu nowych terenów, w celu pozyskania tanich pracowników i surowców oraz znalezienia nowych rynków zbytów. Obecnie skończyły się możliwości ekspansji, a biedne kraje Południa (peryferia) domagają się równego dostępu do korzyści z wymiany handlowej i sprawiedliwego podziału zasobów. Spotyka się to ze sprzeciwem bogatych krajów Północy, zwłaszcza Stanów Zjednoczonych, próbujących zachować pozycję hegemona, co spowoduje nasilenie konfliktów. Koniec kapitalizmu nastąpi nie w wyniku rewolucji, ale w wyniku obiektywnych zmian: zmniejszenia się rezerwuaru taniej siły roboczej, zamieszkującej typowe tereny rolnicze, demokratyzacji życia (robotnicy oczekują godziwego wynagrodzenia i zabezpieczenia na starość, dostępu do odpowiedniej opieki zdrowotnej i edukacji dla dzieci), kryzysu państwa i wzrostu tendencji antypaństwowych (co ma zagrozić np. monopolom) oraz zanieczyszczenia środowiska (dalszy dynamiczny rozwój gospodarczy może zagrozić równowadze ekologicznej świata).
Jego zdaniem istnieją trzy modele reakcji świata islamu na konfrontację ze światem zachodnim: model Chomeiniego (izolacja od polityki światowej), model Husajna (konflikt zbrojny) oraz model indywidualny (migracja do świata Zachodu).

### Socjologia wiedzy
W takich pracach jak Unthinking Social Science czy Koniec świata jaki znamy Wallerstein zajmuje się teoretycznymi podstawami nauk społecznych. Zwraca uwagę, że powstanie tych nauk jest ściśle związane z powstaniem nowoczesnego systemu-świata. Obecny kryzys nauk społecznych jest tak głęboki, że nie wystarcza już zmiana ich założeń, lecz wymagają one całościowego „od-myślenia” (Unthinking). Głównymi zarzutami wobec tych nauk są:
- nadmierna specjalizacja i podział na dyscypliny akademickie, prowadzące do parcelacji rzeczywistości społecznej. Tymczasem jest ona niepodzielna i powinna być badana przez jedną dyscyplinę – historyczne nauki społeczne.
- europocentryzm
- państwocentryzm – nauki społeczne są nastawione na badanie państw lub społeczeństw jak gdyby były one autonomicznymi jednostkami analizy, a wszelkie procesy społeczne zachodziły w ich ramach. Zgodnie z teorią systemów-światów jest to podejście błędne, gdyż wszelkie analizy powinny brać pod uwagę zależności związane ze strukturą nowoczesnego systemu-świata.
- ostre przeciwstawienie sobie nauk społecznych i nauk ścisłych
- brak perspektywy czasowej i przestrzennej w większości nauk społecznych.

## Prace
- 1961: Africa, The Politics of Independence. New York: Vintage.
- 1964: The Road to Independence: Ghana and the Ivory Coast. Paris & La Haye: Mouton.
- 1967: Africa: The Politics of Unity. New York: Random House.
- 1969: University in Turmoil: The Politics of Change. New York:Atheneum.
- 1972 (wraz z Evelyn Jones Rich): Africa: Tradition & Change. New York:Random House.
- 1974: The Modern World-System, vol. I: Capitalist Agriculture and the Origins of the European World-Economy in the Sixteenth Century. New York/London: Academic Press.
- 1979: The Capitalist World-Economy. Cambridge: Cambridge University Press.
- 1980: The Modern World-System, vol. II: Mercantilism and the Consolidation of the European World-Economy, 1600-1750. New York: Academic Press.
- 1982 (wraz z Terence K. Hopkins): World-Systems Analysis: Theory and Methodology. Beverly Hills: Sage.
- 1982 (współautorzy: Samir Amin, Giovanni Arrighi, Andre Gunder Frank): Dynamics of Global Crisis. London: Macmillan.
- 1983: Historical Capitalism. London: Verso.
- 1984: The Politics of the World-Economy. The States, the Movements and the Civilizations. Cambridge: Cambridge University Press.
- 1986: Africa and the Modern World. Trenton, NJ: Africa World Press.
- 1989: The Modern World-System, vol. III: The Second Great Expansion of the Capitalist World-Economy, 1730-1840's. San Diego: Academic Press.
- 1989 (współautorzy: Giovanni Arrighi i Terence K. Hopkins): Antisystemic Movements. London: Verso.
- 1990 (współautorzy: Samir Amin, Giovanni Arrighi i Andre Gunder Frank): Transforming the Revolution: Social Movements and the World-System. New York: Monthly Review Press.
- 1991 (wraz z Étienne’em Balibarem): Race, Nation, Class: Ambiguous Identities. London: Verso.
- 1991: Geopolitics and Geoculture: Essays on the Changing World-System. Cambridge: Cambridge University Press
- 1991: Unthinking Social Science: The Limits of Nineteenth Century Paradigms. Cambridge: Polity.
- 1995: After Liberalism. New York: New Press.
- 1995: Historical Capitalism, with Capitalist Civilization. London: Verso.
- 1998: Utopistics: Or, Historical Choices of the Twenty-first Century. New York: New Press.
- 1999: The End of the World As We Know It: Social Science for the Twenty-first Century. Minneapolis: University of Minnesota Press.
- 2003: Decline of American Power: The U.S. in a Chaotic World. New York: New Press.
- 2004: The Uncertainties of Knowledge. Philadelphia: Temple University Press.
- 2004: World-Systems Analysis: An Introduction. Durham, North Carolina: Duke University Press.
- 2004: Alternatives: The U.S. Confronts the World. Boulder, Colorado: Paradigm Press.
- 2006: European Universalism: The Rhetoric of Power. New York: New Press.
- 2011: The Modern World-System, vol. IV: Centrist Liberalism Triumphant, 1789-1914. Berkeley-Los Angeles-London: University of California Press.

### Tłumaczenia na język polski
- Utopistyka. Alternatywy historyczne dla XXI wieku, przeł. Iwo Czyż, Oficyna Trojka, Poznań 2008, ISBN 978-83-926662-4-0 (Utopistics. Or, Historical Choices of the Twenty-first Century 1998)
- Koniec świata jaki znamy, przeł. Michał Bilewicz, Adam Jelonek i Krzysztof Tyszka, Wydawnictwo Naukowe Scholar, Warszawa 2004, ISBN 83-7383-078-2 (The End of the World As We Know It. Social Science for the Twenty-first Century 1999)
- Analiza systemów-światów. Wprowadzenie, przeł. Katarzyna Gawlicz i Marcin Starnawski, Wydawnictwo Akademickie „Dialog”, Warszawa 2007, ISBN 978-83-89899-71-2 (World-Systems Analysis. An Introduction 2004)
- Europejski uniwersalizm. Retoryka władzy, przeł. Adam Ostolski, Wydawnictwo Naukowe Scholar, Warszawa 2007, ISBN 978-83-7383-266-4 (European Universalism. The Rhetoric of Power 2006)
- Nowoczesny system-świat, przeł. Adam Ostolski, [w:] Współczesne teorie socjologiczne, [red.] A. Jasińska-Kania, L. Nijakowski, J. Szacki, M. Ziółkowski, Wydawnictwo Naukowe Scholar, Warszawa 2006, ISBN 978-83-7383-221-3
- Wyzwania wobec nauk społecznych u progu XXI wieku, przygotował do druku Andrzej Flis, Universitas, Kraków 1999; zawiera tekst raportu na rzecz restrukturyzacji nauk społecznych, zatytułowany Otwórzmy nauki społeczne – Immanuel Wallerstein był przewodniczącym tej komisji